# Tortuguitas

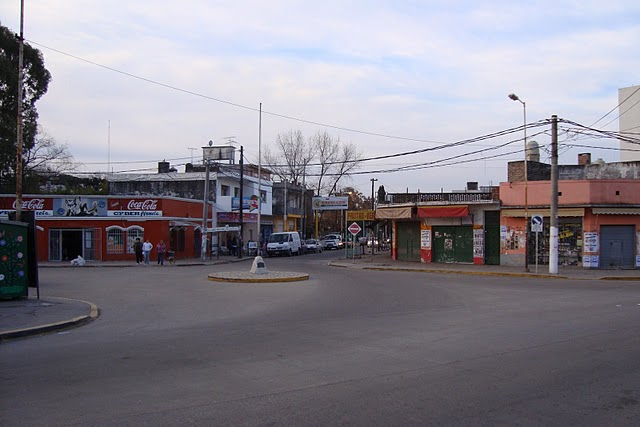
Tortuguitas, Argentina

Tortuguitas é uma cidade da Argentina, situada na província de Buenos Aires, localizado na área metropolitana de Gran Buenos Aires.